# Hans Salinas
Hans Francisco Salinas Flores (Santiago del Cile, 23 aprile 1990) è un calciatore cileno, centrocampista del Deportes Iquique.